# Tangerhütte
Tangerhütte é um município da Alemanha, situado no distrito de Stendal, no estado de Saxônia-Anhalt. Tem 294,73 km² de área, e sua população em 2019 foi estimada em 10.705 habitantes.